# Gymnotus
Gymnotus  es un género de peces de agua dulce de la familia Gymnotidae en el orden Gymnotiformes. Se distribuye en aguas cálidas y templado-cálidas de América Central y gran parte de América del Sur, entre otras, en las cuencas del Orinoco, del Amazonas y del Plata, llegando por el sur hasta el Río de la Plata superior, en el centro-este de la Argentina y Uruguay.  
Está integrado por 38 especies, las que son denominadas comúnmente morenas. Algunas sufren grave presión de colecta con el objetivo de emplearlas como carnada para la pesca deportiva del dorado y el surubí. La mayor especie (Gymnotus carapo) alcanza una longitud total de 76 cm.

## Taxonomía
Este género fue descrito originalmente en el año 1758, por Carlos Linneo. 
Especies

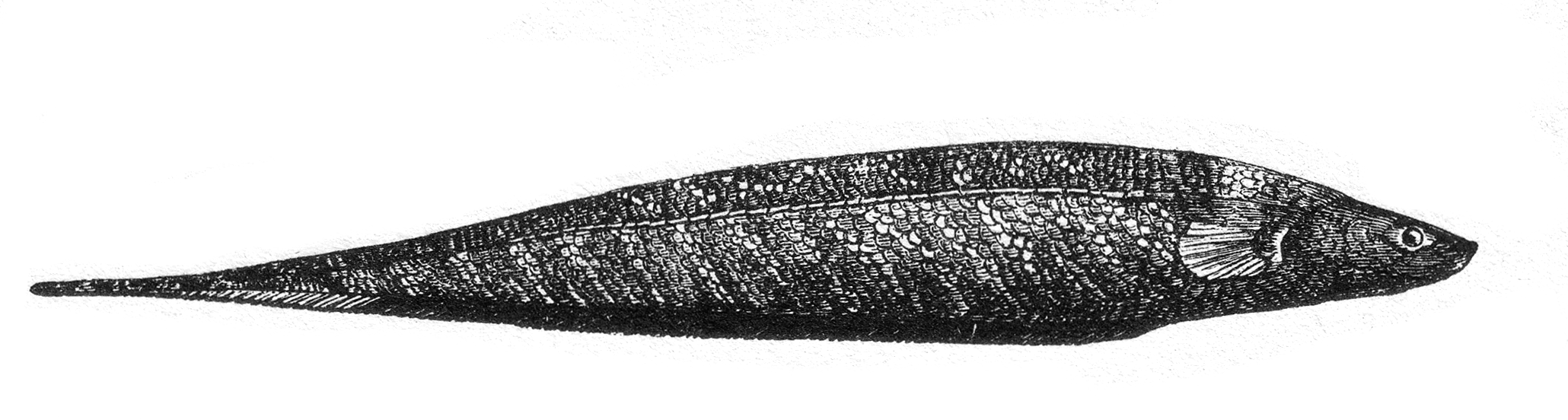
Gymnotus carapo.

Este género se subdivide en alrededor de 40 especies, las que son segmentadas en grupos de especies.
- Gymnotus anguillaris Hoedeman, 1962
- Gymnotus arapaima Albert & Crampton, 2001
- Gymnotus ardilai Maldenado-Ocampo & Albert, 2004
- Gymnotus bahianus Campos-da-Paz & W. J. E. M. Costa, 1996
- Gymnotus capanema Milhomem, Crampton, Pieczarka, Shetka, D. S. Silva & Nagamachi, 2012[3]
- Gymnotus capitimaculatus[4]
- Gymnotus carapo Linnaeus, 1758
- Gymnotus cataniapo Mago-Leccia, 1994
- Gymnotus chaviro Maxime & Albert, 2009
- Gymnotus chimarrao Cognato, Richer-de-Forges, Albert & Crampton, 2008[5]
- Gymnotus choco Albert, Crampton & Maldenado-Ocampo, 2003
- Gymnotus coatesi La Monte, 1935
- Gymnotus coropinae Hoedeman, 1962
- Gymnotus cuia Craig, Malabarba, Crampton & Albert, 2018[6]
- Gymnotus curupira Crampton, Thorsen & Albert, 2005
- Gymnotus cylindricus La Monte, 1935
- Gymnotus diamantinensis Campos-da-Paz, 2002
- Gymnotus esmeraldas Albert & Crampton, 2003
- Gymnotus henni Albert, Crampton & Maldenado-Ocampo, 2003
- Gymnotus inaequilabiatus (Valenciennes, 1842)
- Gymnotus interruptus Rangel-Pereira, 2012[7]
- Gymnotus javari Albert, Crampton & Hagedorn, 2003
- Gymnotus jonasi Albert & Crampton, 2001
- Gymnotus maculosus Albert & R. R. Miller, 1995
- Gymnotus mamiraua Albert & Crampton, 2001
- Gymnotus melanopleura Albert & Crampton, 2001
- Gymnotus obscurus Crampton, Thorsen & Albert, 2005
- Gymnotus omarorum Richer-de-Forges, Crampton & Albert, 2009
- Gymnotus onca Albert & Crampton, 2001
- Gymnotus panamensis Albert & Crampton, 2003
- Gymnotus pantanal Fernandes, Albert, Daniel-Silva, C. E. Lopes, Crampton & Almeida-Toledo, 2005
- Gymnotus pantherinus (Steindachner, 1908)[8]
- Gymnotus paraguensis Albert & Crampton, 2003
- Gymnotus pedanopterus Mago-Leccia, 1994
- Gymnotus refugio Giora & Malabarba, 2016[9]
- Gymnotus stenoleucus Mago-Leccia, 1994
- Gymnotus sylvius Albert & Fernandes-Matioli, 1999
- Gymnotus tigre Albert & Crampton, 2003
- Gymnotus tiquie Maxime, F. C. T. Lima & Albert, 2011
- Gymnotus ucamara Crampton, Lovejoy & Albert, 2003
- Gymnotus varzea Crampton, Thorsen & Albert, 2005